# ひるまえかがわ
『ひるまえかがわ』は、香川県内のNHK総合で放送されていたNHK高松放送局制作の地域情報番組。途中東京から全国の気象情報を挟む。1996年4月1日放送開始、2017年3月31日放送終了。

## キャスター
- 丸山京子
- 山本賀保子

※祝日を除く平日に特別編成で休止の場合でも高松からの気象情報でオフ読みで担当。

## 放送時間
- 平日 11:40 - 12:00（JST）
  - 祝日・国会中継・高校野球などスポーツ中継編成時は休止。
  - 2005年度までは『テレビ体操』を内包し、11:30開始で放送された。
  - 毎月1日には緊急警報放送の試験放送のために1分早く終了する。
  - EPGでは11:54からの気象情報は別番組扱いとなっている。

## 主なコーナー
※は、平日で特別編成による休止でも放送される内容。
- 今日の作品（投稿作品紹介）
- 県内の催し物案内・参加者募集案内（金曜は週末情報）
- 日替わりコーナー（『ゆう6かがわ』で放送されたコーナーの再放送）
  - 月曜：「特集」「今週の花」「四国88ヶ所」
  - 火曜：「LIFE＆カルチャー」「うたえ！さぬきっず」
  - 水曜：「特集」「いまほんランキング」
  - 木曜：「旬・食かがわ」「うどん体操」
  - 金曜：「特集など」「ふれあいギャラリー」
- NHKからのお知らせ・『ゆう6かがわ』の告知
- 気象情報（最初2分は東京発）※
- きのうの交通事故※
  - 香川県警が発表した昨日発生した交通事故の件数・負傷者数・死亡者数
  - 表形式で行に発生件数・負傷者数・死亡者数の順で、列に昨日・今年の累計・去年の累計